# Сјанбеј
Сјанби (Сяньби, Syanbi, Sümbe), познати и као Серби, Сарби или Сирби (Serbi, Sarbi, Sirbi, Sirvi), или Sian-pie (Xiānbēi), били су антички народ, настањен на подручју данашње Монголије, као и суседних области Кине, Русије и Казахстана. Између 93. и 234. године су имали своју државу (види: Држава Сјанба), чији се центар налазио на подручју данашње Монголије. Сјанби су у етно-лингвистичком смислу били монголски народ, а сматрају се једнима од предака данашњих Монгола.
У романтичарској српској историографији (Милош С. Милојевић и други аутори), народ Сјанби се, у склопу једне од теорија о пореклу Срба, изједначава са Србима, због сличности једног од назива употребљаваних за Сјанбе (Сарби, Серби) са именом Срба. Међутим, осим сличности имена, за директне везе Срба и Сјанба не постоје докази. 